# 赤谷城
赤谷城（あかたにじょう）、または関ヶ峯城（せきがみねじょう）は、新潟県新発田市上赤谷字関ヶ峯にあった日本の城。

## 概要
加治川上流左岸の、標高205メートルの丘陵上に立地する。新潟県の埋蔵文化財包蔵地地図では「関ヶ峯城」と登記されている。
1182年（寿永元年）に城長茂が築城し、妙見大菩薩を安置して源氏打倒を祈願した。城氏の滅亡後は小田切氏の居城となった。蘆名氏家臣として越後国境を守った小田切氏は揚北衆と提携し、しばしば上杉氏に抵抗した。
1581年（天正9年）新発田重家の乱においては小田切氏は主家蘆名氏と共に新発田重家に味方した。この戦いにおいて赤谷城は会津からの物資輸送路として重要な役割を果たしたが、1585年（天正13年）に上杉景勝が新潟城と沼垂城を陥落させ、新発田方の海上からの補給路を断つと、同地を経由するルートが新発田方の唯一の物資輸送路となった。そのため1587年（天正15年）に上杉景勝は大軍を率いて赤谷城を攻撃する。城兵は3日間赤谷城に籠城し抗戦したが、最期は小田切盛昭自ら敵陣に突撃し玉砕、城兵も全滅した。
赤谷城の陥落により新発田城と五十公野城は完全に孤立することとなった。